# Masescha

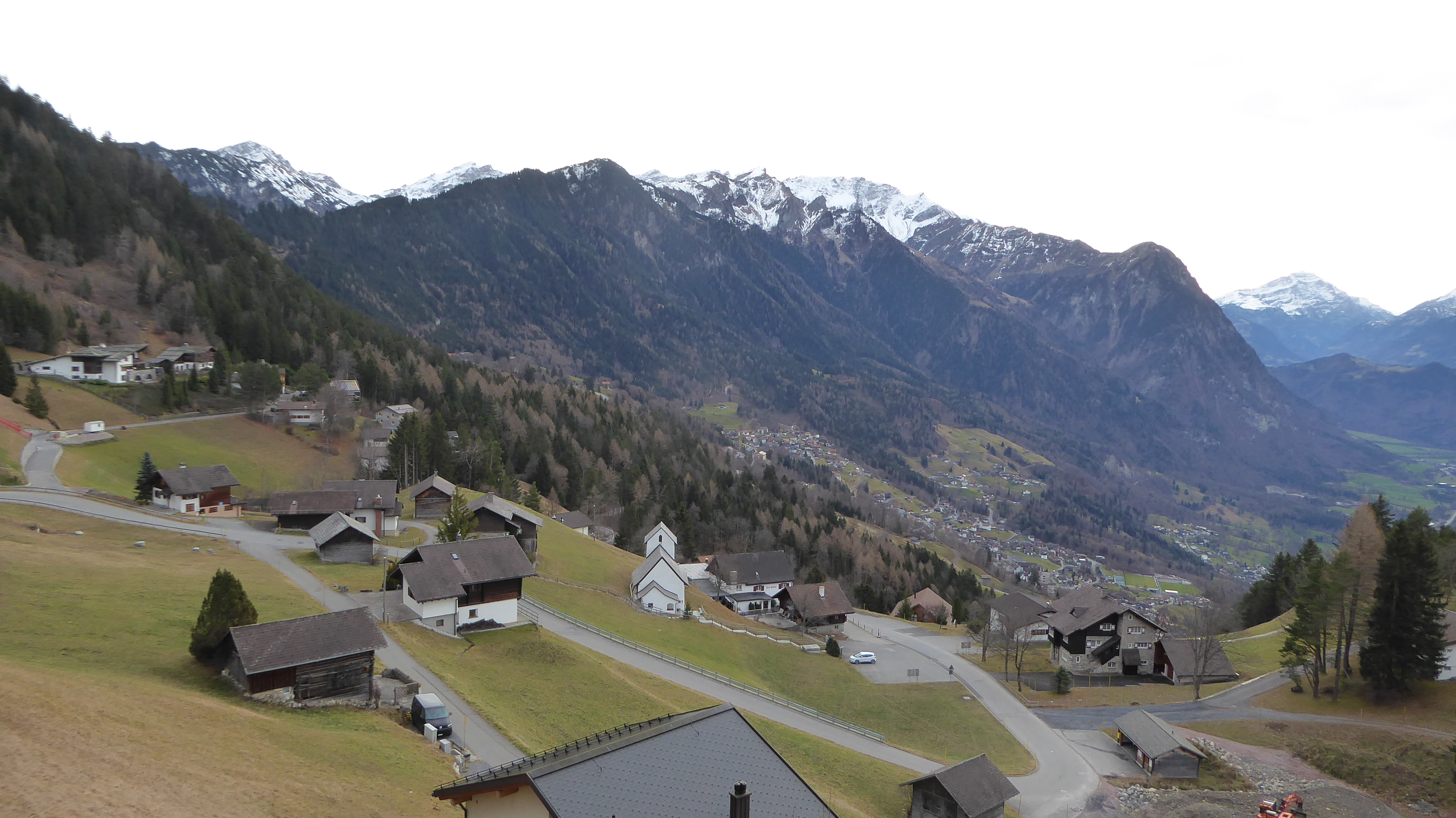
Blick auf Masescha, im Hintergrund das Dorf Triesenberg

Masescha ist ein Weiler in der Gemeinde Triesenberg des Fürstentums Liechtenstein. Der Weiler hat den Charakter einer Streusiedlung, ist heute aber baulich von Ferienhäusern und Wohnhäusern geprägt.

## Geographie
Masescha liegt auf 1'250 Metern Höhe, östlich oberhalb von Rotaboda, westlich unterhalb von Silum und nordöstlich von Prufatscheng an der Strasse nach Gaflei.

## Geschichte

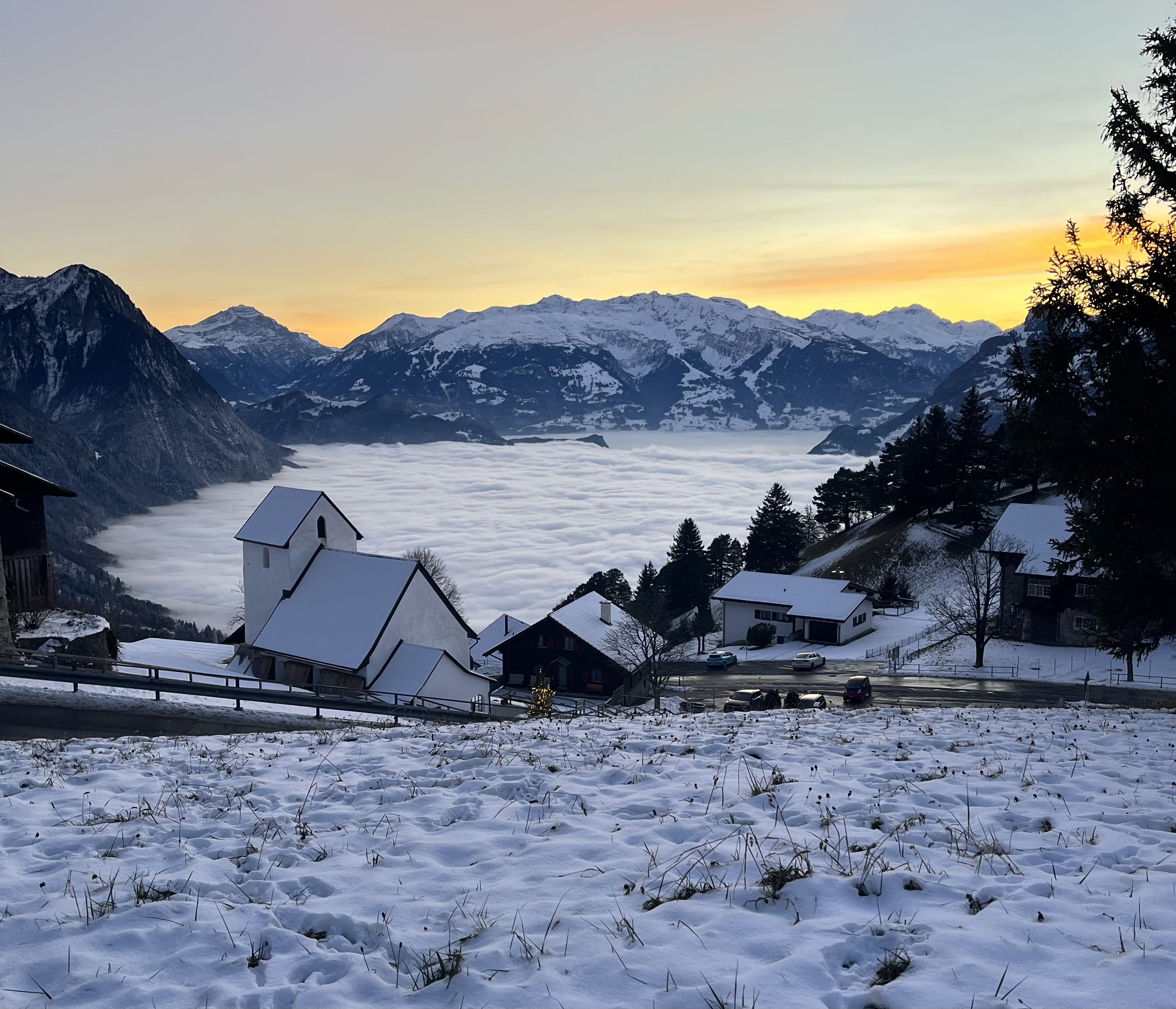
Blick über Masescha und die Kapelle St. Theodul im Winter

Masescha war einer der ersten Siedlungsorte der Walser (Walliser), bei ihrer Einwanderung nach Liechtenstein um das Jahr 1300. Erstmals urkundlich erwähnt wurde der Weiler als „Mueseschen“ im Jahr 1355.
Von Beginn des 19. Jahrhunderts an wurde auf Masescha Gips abgebaut, sogar eine Drahtseil-Hängebahn nach Schaan wurde geplant, aber nie umgesetzt. Die durch den Abbau entstandenen „Gipslöcher“ sind bis heute erkennbar.
Ab der zweiten Hälfte des 19. Jahrhunderts wurde Masescha als einer der ersten liechtensteinischen Orte für den Sommertourismus genutzt. Die talseitige Lage in der Höhe sorgt auch heute noch im Winter oft für einen Aufenthalt über der Nebelgrenze.
In den Jahren 1874 bis 1875 wurde Masescha durch eine Strasse ab Triesenberg erschlossen.
Ab dem Jahr 1910 wurde Masescha durch den «Alpenbriefträger» bedient.
Von 1931 bis 1943 wurden auf Maescha von Guntram Fehr (1895–1981) Silberfüchse gezüchtet.
In den Jahren 1947 und 1948 fanden zwischen Vaduz und Masescha Motorradrennen auf der damals noch nicht asphaltierten Strecke statt.
1946 wurden im Rahmen der Schaaner Flugtage mehrere liechtensteinische Postflüge als Segelflüge von Masescha nach Schaan durchgeführt.
Auf Masescha stehen das Ferienheim der Anbeterinnen des Blutes Christi.

Unterhalb der Kapelle wird bis heute eine Wirtschaft ganzjährig betrieben, die im Jahre 1877 als Schankwirtschaft eröffnet wurde.

## Kapelle St. Theodul

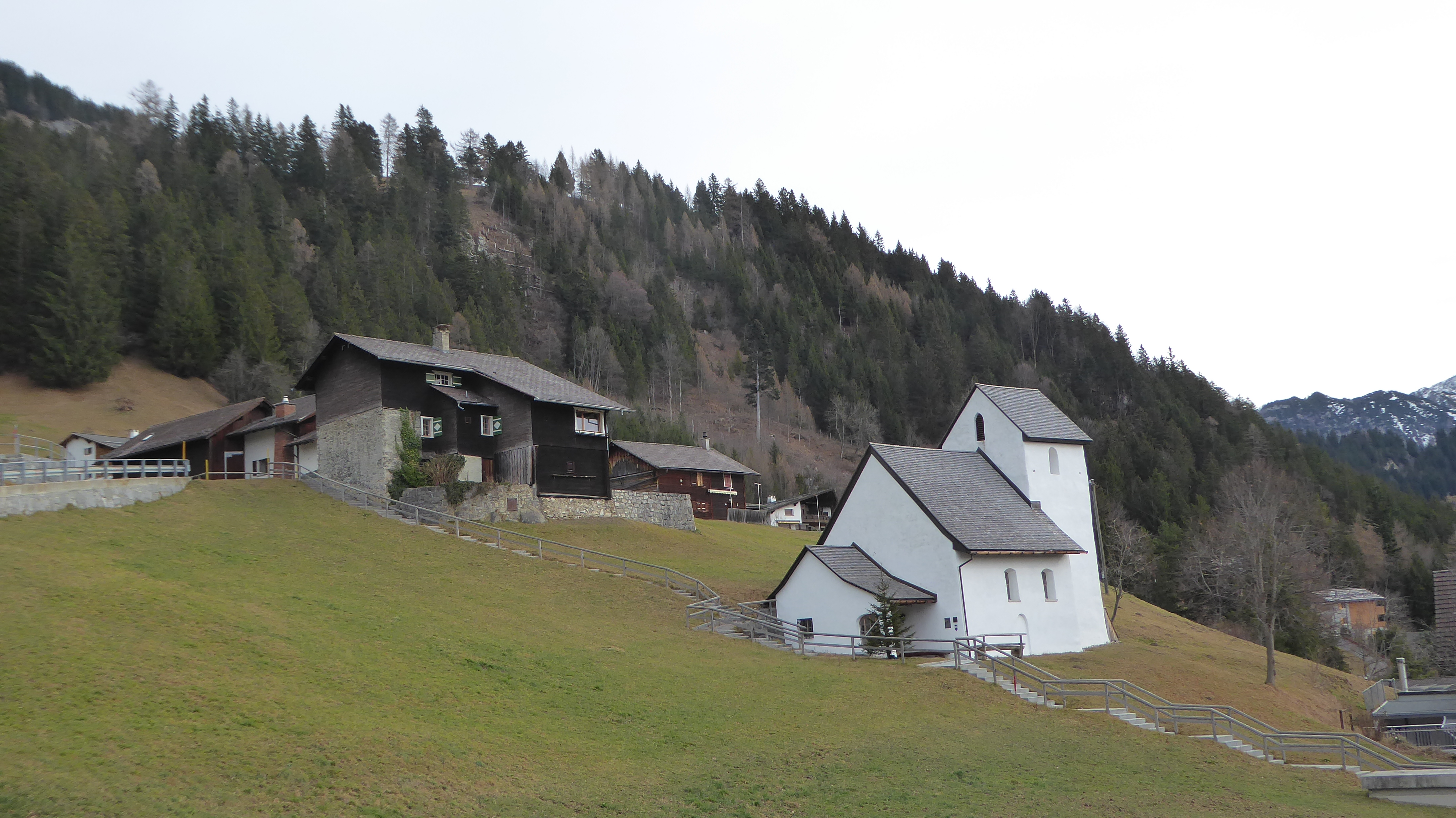
Kapelle St. Theodul wurde 1465 erstmals urkundlich erwähnt.

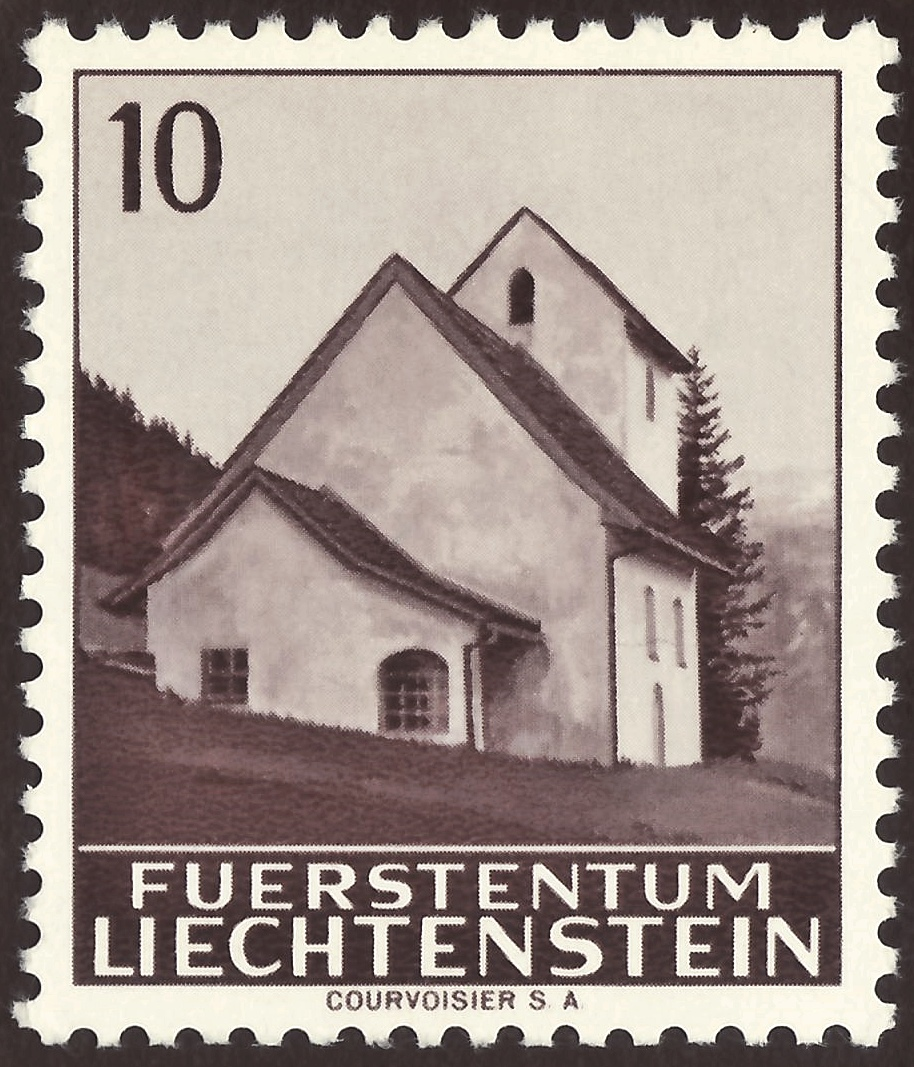
Kapelle St. Theodul auf einer 10-Rappen-Briefmarke aus dem Jahr 1964

In Masescha steht die erste Kirche von Triesenberg, die vermutlich bald nach 1300 errichtete, erstmals 1465 urkundlich erwähnte Kapelle St. Theodul. Die Kapelle ist Schauplatz zweier Sagen, der Sage über die mahnende Hand mit drei Fingern, bei welcher die Triesenberger an den Unterhalt der Kapelle erinnert werden sollten sowie einer Sage über die Theodulsglocke in der Kirche, welche lange gegen Unwetter Wunder tat.